# اوروس جونز
اوروس جونز (انگلیسی: Orus Jones; ۸ مارس ۱۸۶۷ – ۱۰ اوت ۱۹۶۳) گلف‌باز، و دندان‌پزشک اهل ایالات متحده آمریکا بود.